# Silvano Girotto
Silvano Girotto, noto anche come Padre Leone e più famoso con il soprannome di Frate Mitra (Caselle Torinese, 3 aprile 1939 – Torino, 31 marzo 2022), è stato un religioso italiano.
Legionario, missionario francescano e guerrigliero in Cile, fu tra i fondatori del Movimento di Sinistra Rivoluzionaria, esponente della teologia della liberazione e oppositore del dittatore Augusto Pinochet.
Il suo nome rimane anche legato alle vicende delle Brigate Rosse negli anni di piombo. Collaborò con i carabinieri del generale Dalla Chiesa favorendo l'individuazione e la cattura di Renato Curcio e Alberto Franceschini l'8 settembre 1974 a Pinerolo, fingendosi inizialmente interessato al loro progetto, ma essendo in realtà contrario alla lotta armata in Italia.

## Biografia
Era figlio di un maresciallo dei carabinieri, poi assunto in Fiat, e abitava nelle case Fiat di via Guala. Spinto, a suo dire, da curiosità e sete di avventura si recò, poco più che adolescente, in Francia, passando clandestinamente il confine.

### Nella Legione straniera
A 17 anni, fermato dai gendarmi francesi e rischiando l'arresto per immigrazione clandestina accettò, mentendo sull'età, di arruolarsi nella Legione straniera, venendo inviato in Algeria dove l'esercito francese era impegnato in una guerra sanguinosa contro il Fronte di Liberazione Nazionale. 
Nel 1958, dopo soli tre mesi in Africa, Girotto disertò, a suo dire per ripugnanza verso la pratica corrente della tortura nei confronti dei combattenti algerini catturati.

### L'ordinazione sacerdotale
Al rientro in Italia venne coinvolto nel furto in una tabaccheria con una banda giovanile e, quantunque il suo fosse stato un ruolo marginale, finì con i coetanei adolescenti nelle carceri torinesi, dove maturò la scelta religiosa e successivamente entrò nell'Ordine francescano, indossando il saio il 10 ottobre 1963 e assumendo il nome di "Frate Leone" (il nome di uno dei più fedeli compagni di San Francesco). Il 29 giugno 1969 venne ordinato presbitero a Torino.
L'attività pastorale, svolta tra giovani estremamente politicizzati e la sua vicinanza agli operai in una zona come quella di Omegna, caratterizzata da una forte presenza del Partito Comunista, gli fecero guadagnare la fama di "prete rosso", a causa della quale gli fu poi tolta l'autorizzazione a predicare dal vescovo di Novara, Placido Maria Cambiaghi.
Nel 1969 contribuì a sedare la rivolta nelle Carceri Nuove di Torino facendo il mediatore, quindi chiese ai suoi superiori di essere inviato come missionario nel Terzo Mondo.

### In Sud America
Missionario in Bolivia, uno dei paesi più poveri dell'America Latina, il 21 agosto 1971 nella capitale La Paz, durante un sanguinoso colpo di Stato militare contro il regime progressista di Juan José Torres, si schierò con i contadini, operai e studenti che tentavano di reagire. Forze popolari, nel tentativo di resistere al golpe, espugnarono un deposito militare e con le armi così ottenute ingaggiarono feroci combattimenti, che si conclusero con la vittoria dell'esercito dopo l'intervento risolutivo del reggimento blindato "Tarapacá", unitosi anch'esso ai golpisti. Gli scontri lasciarono sul campo centinaia di morti e feriti, tra cui lo stesso Girotto, che lasciato il saio, scelse la clandestinità, entrando nelle file dell'opposizione armata al dittatore, colonnello Hugo Banzer Suárez.
La guerriglia boliviana aveva basi logistiche a Santiago, capitale del Cile, dove Girotto, assunto il nome di battaglia David, si trovava casualmente quando vi fu il golpe di Pinochet del settembre 1973. Anche in quell'occasione partecipò ai tentativi di resistenza popolare, venendo nuovamente ferito dai militari. A seguito della ferita si rifugiò nell'ambasciata italiana, venendo rimpatriato a fine novembre 1973, assieme a un gran numero di profughi politici cileni che come lui avevano cercato rifugio nella sede diplomatica.
Durante la sua latitanza armata in Sud America venne espulso dall'Ordine francescano, tramite un decreto emesso dalla curia provinciale dell'ordine dei frati minori di Torino, in cui fu espressamente citata la sua partecipazione alla lotta armata. Per questo motivo e per la sua militanza nella guerriglia sudamericana all'inizio degli anni settanta venne soprannominato nelle cronache giornalistiche di quegli anni "Frate Mitra".

### La collaborazione con i Carabinieri
La collaborazione di Girotto con l'Arma dei Carabinieri, come da lui stesso affermato, fu il frutto di una sofferta decisione maturata sotto il peso determinante dei precipitosi e pesanti eventi di quei giorni, a partire dal duplice omicidio a sangue freddo di due militanti del MSI a Padova e dal rapimento del magistrato Mario Sossi a opera delle BR.
Girotto, rientrato da poco in Italia dal Cile, e anche in funzione della propria diretta esperienza nei movimenti guerriglieri nel continente latino-americano, si sarebbe reso conto dell'inefficacia e negatività dell'iniziativa delle Brigate Rosse nel contesto italiano. L'ex religioso avrebbe ritenuto l'azione terroristica dell'organizzazione un tragico errore, capace esclusivamente di generare lutti inutili e condurre alla rovina molti giovani idealisti di sinistra, oltre che rischiare di scatenare e giustificare tentativi golpisti.
Tale tesi, pubblicamente sostenuta in ogni occasione dallo stesso Girotto, è ribadita in un'intervista del 1975:
Tutto ebbe inizio a seguito di un articolo del senatore missino Giorgio Pisanò pubblicato sul settimanale Candido, diretto dallo stesso Pisanò. Tale articolo presentava Girotto come un religioso comunista che poteva essere a conoscenza dei segreti delle Brigate Rosse, quindi in grado di fornire un contributo utile alla salvezza del magistrato Mario Sossi, in quei giorni ostaggio dei brigatisti.
Lo stesso articolo, secondo quanto sostenuto dallo stesso Girotto, avrebbe spinto i carabinieri del nucleo antiterrorismo del generale Carlo Alberto dalla Chiesa a ricercare un contatto con Frate Mitra. L'ufficiale incaricato di contattare Girotto fu l'allora capitano Gustavo Pignero che, prendendo atto della sua avversione per l'iniziativa brigatista, gli propose di collaborare. Girotto chiese alcuni giorni per riflettere e infine accettò.

#### L'arresto dei capi storici delle BR
Dopo alcuni approfondimenti avvenuti negli ambienti dell'estrema sinistra piemontese, il contatto fra Girotto e l'area di consenso delle Brigate Rosse avvenne prima attraverso il dottor Enrico Levati e, successivamente, secondo la versione di Girotto, a seguito di un colloquio diretto con l'avvocato Giambattista Lazagna, ex capo partigiano animato dal mito della "Resistenza tradita", considerato molto vicino agli ambienti del terrorismo politico di quegli anni, accuse poi cadute nel corso dei processi che gli furono intentati.
Ciò che favorì il contatto fra i capi brigatisti e Girotto fu la sua fama di rivoluzionario addestrato e formatosi nelle tragiche condizioni della guerriglia sudamericana, fama enfatizzata dai giornalisti italiani dell'epoca.
Il primo incontro vero e proprio fra Girotto e i brigatisti avvenne nella città di Pinerolo, dove si presentò Renato Curcio, capo e fondatore dell'organizzazione, che sondò le intenzioni di Girotto, giudicandole genuine. Qualche settimana dopo ebbe luogo un secondo incontro in una trattoria con la presenza di Mario Moretti. In quell'occasione fu proposto a Girotto l'ingresso nelle file brigatiste allo scopo di addestrare i militanti alla guerriglia urbana. L'arruolamento vero e proprio avrebbe dovuto concretizzarsi nel terzo incontro, fissato per l'8 settembre sempre a Pinerolo, ma in quell'occasione Girotto si presentò assieme ai carabinieri che, come espressamente richiesto dallo stesso, avevano seguito e documentato fotograficamente tutti i movimenti precedenti.
Furono così arrestati Renato Curcio e Alberto Franceschini, entrambi capi e fondatori delle BR.

#### Aspetti controversi
Nonostante la sua azione sia stata comunemente definita "infiltrazione", Girotto non entrò mai a far parte delle BR, essendosi limitato a contattarne i capi e a farli arrestare.
Questo avvenne, stando a quanto detto dallo stesso "Frate Mitra", contro i propri convincimenti, che ormai lo spingevano verso un'azione di infiltrazione più classica che avrebbe potuto portare a maggiori risultati nella lotta contro il terrorismo. L'ex religioso ha riferito alla Commissione stragi di aver comunicato all'Arma la propria disponibilità a partecipare ad azioni armate delle Brigate Rosse. Il frettoloso arresto di Curcio e Franceschini sarebbe avvenuto per precisa volontà del nucleo dei carabinieri del generale Carlo Alberto dalla Chiesa che sostenne, a difesa della tempistica dell'arresto, l'eccessiva sovraesposizione di Girotto che avrebbe finito con l'inguaiarsi.
Un altro aspetto mai chiarito concernente l'arresto è relativo alla mancata cattura di Mario Moretti, avvisato in seguito a una telefonata giunta nell'abitazione del medico Enrico Levati. L'autore della stessa non è ancora stato individuato con certezza. A questo proposito Girotto stesso sembrava accreditare l'ipotesi di una provenienza da fonti interne o vicine al Ministero dell'Interno, unica istituzione informata dai carabinieri sull'imminente operazione, ma ha anche successivamente affermato di aver raggiunto l'intima certezza sull'identità del misterioso autore della telefonata basandosi sui fatti di allora e su un'illuminante pubblicazione apparsa nel 2009. Trattandosi però di un'intuizione e non di prove inoppugnabili, non intendeva fare nomi.
Non sono però chiari nemmeno i fatti avvenuti immediatamente dopo la telefonata. Il dottor Levati avrebbe avvertito qualche compagno interno alle BR senza però indicare precisamente chi fossero i destinatari del suo avvertimento.
Di certo c'è che la notizia dell'arresto raggiunse solo uno dei protagonisti potenzialmente coinvolti: Mario Moretti, il quale sostiene di non essere riuscito ad avvertire Curcio e Franceschini per una serie di circostanze particolari.
Girotto sembra non accreditare questa ipotesi, sostenendo che sarebbe bastato, per evitare l'arresto, creare un po' di trambusto nei pressi della stazione di Pinerolo annunciando la presenza di una bomba o anche solo incendiare un cassonetto della spazzatura. Lo stesso Girotto, in un altro punto della sua deposizione alla commissione stragi, esprime il dubbio che Moretti, incapace di trovare un semplice escamotage per salvare i suoi compagni dall'arresto, sia riuscito a dirigere da solo un'operazione complessa come il sequestro Moro.

### Gli anni successivi
Dopo l'arresto dei capi brigatisti, Girotto, rinunciando a ogni protezione, ma con una nuova identità, riprese una vita del tutto comune: con la moglie boliviana, infermiera che aveva condiviso con lui la lotta clandestina contro la dittatura, ebbe due figlie, ora adulte ed entrambe laureate. Lavorò come operaio presso l'Amplisilence di Robassomero alle porte di Torino, dove fu anche eletto sindacalista e fece parte del consiglio di fabbrica. 
In seguito lavorò per qualche anno come capo tecnico impiantista negli Emirati Arabi Uniti e poi nello Yemen, per tornare infine in Italia nel 1981 e stabilirsi a vivere e lavorare in una grande azienda alberghiera in Piemonte.
Nel 1978 si presentò spontaneamente a testimoniare contro le Brigate Rosse nel processo in corso a Torino.
Il 10 febbraio 2000 venne ascoltato nella 62ª seduta della Commissione parlamentare d'inchiesta sul terrorismo in Italia e sulle cause della mancata individuazione dei responsabili delle stragi, a cui aveva fornito una bozza del libro autobiografico che avrebbe pubblicato due anni dopo.
Nel 2002, in procinto di partire come volontario con la sua compagna per una missione cattolica al servizio dei poveri in Etiopia, volle riprendere contatto con coloro che aveva fatto arrestare e che erano ormai liberi, dopo aver scontato pesanti condanne. L'incontro fu reso possibile da suor Teresilla Barillà.
Renato Curcio, pur non manifestando rancore, mantenne un atteggiamento riluttante, mentre Alberto Franceschini accettò l'incontro, stabilendo con lui un rapporto amichevole.

## Opere
- Padre Leone, la mia vita, Sperling & Kupfer, 1975
- Mi chiamavano Frate Mitra, Ediz. Paoline, 2002, ISBN 88-315-2313-9